# Stanisława Rogalska
Stanisława Maria Rogalska (ur. 7 listopada 1943 w Jusaki-Zarzeka, zm. 17 kwietnia 2015 w Szczecinie) – profesor dr hab. nauk rolniczych w zakresie genetyki i hodowli roślin.

## Biografia
Pierwsze lata swojego dzieciństwa spędziła w miejscowości Piszczac (woj. lubelskie), gdzie ukończyła szkołę podstawową. Następnie podjęła naukę w Technikum Chemicznym nr 1 im. Karola Olszewskiego w Lublinie. W 1967 roku ukończyła studia w Wyższej Szkole Rolniczej w Poznaniu (obecnie Uniwersytet Przyrodniczy). W latach 1970–1973 odbywała studia doktoranckie przy Instytucie Biologii Stosowanej Akademii Rolniczej w Poznaniu, zakończone zdobyciem tytułu doktora nauk przyrodniczych. Dzięki stypendiom Rockefellera i Forda, w 1976 roku odbyła staż naukowy w CIMMYT w Meksyku u laureata Pokojowej Nagrody Nobla dr Normana Borlauga oraz 2-miesięczny staż na Uniwersytecie Manitoba w Kanadzie. Na przełomie lat 1982/83 otrzymała stypendium Instytutu Szwedzkiego do Sweedish Seed Association w Svalöv. Po otrzymaniu w 1989 stypendium Amerykańskiej Agencji Informacyjnej odbyła staż na University of Florida oraz University of Missouri. W 1991 roku uzyskała stopień doktora habilitowanego nauk przyrodniczych – praca habilitacyjna pt „Przebieg mejozy w Triticale (2n=42) w zależności od rodzaju tworzonych jąderek i zawartości heterochromatyny telemetrycznej w chromosomach żyta”. Praca doktorska i habilitacyjna zostały nagrodzone nagrodą Ministra Nauki i Szkolnictwa Wyższego III stopnia. Głównym problemem badawczym były szeroko rozumiane krzyżowania międzygatunkowe roślin zbożowych. W tym względzie do znaczących osiągnięć należy opracowanie nowoczesnych metod analizy cytologiczno–genetycznej mieszańców, zwłaszcza opracowanie metody prążkowego barwienia chromosomów w mieszańcach pszenno–żytnich. W latach 1992–94 przeprowadziła również pierwsze próby indukowania haploidów pszenżyta na drodze krzyżowania z kukurydzą i następnie hodowli zarodków na pożywkach. W 1993 roku otrzymała tytuł naukowy Profesora Nauk Rolniczych w zakresie genetyki i hodowli roślin. Od 1996 roku prof. dr hab. Stanisława Rogalska podjęła pracę na Uniwersytecie Szczecińskim w Zakładzie Cytogenetyki Katedry Genetyki a następnie utworzyła Katedrę Biologii Komórki, której była kierownikiem. Dzięki jej zaangażowaniu Wydział Biologii Uniwersytetu Szczecińskiego otrzymał prawa do nadawania stopnia doktora nauk biologicznych w dyscyplinie biologia w 1998 roku. Była twórczynią i kierownikiem Centrum Biologii Molekularnej i Biotechnologii w Szczecinie. Była członkiem wielu krajowych i międzynarodowych organizacji naukowych, m.in.: członkiem Rady Naukowej w Instytucie Genetyki Roślin PAN w Poznaniu, EUCARPIA, EPSO, ECA, przewodniczącą Wydziałowej Komisji ds. Nauki, przewodniczącą Polskiego Towarzystwa Genetycznego oddz. Szczecin, przewodniczącą sekcji Biologia w Szczecińskim Towarzystwie Naukowym, Senatorem Uniwersytetu Szczecińskiego, członkiem Senackiej Komisji ds. Wydawnictw Uniwersytetu Szczecińskiego. Pochowana na cmentarzu św. Jana Vianneya w Poznaniu.

## Nagrody i odznaczenia
- Nagroda MNiSW III st. za pracę doktorską (1973).
- Nagroda MNiSW III st. Za pracę habilitacyjną (1982).
- Nagrody Rektora Akademii Rolniczej w Poznaniu za pracę naukową (1978, 1985 i 1988).
- Nagroda Rektora Akademii Rolniczej w Poznaniu za osiągnięcia w dziedzinie dydaktycznej (1987).
- Złoty Krzyż Zasługi z okazji 25-lecia pracy zawodowej (1991)[4].
- Nagroda Ministra Nauki II st. za podręcznik „Podstawy Cytogenetyki Roślin” (2002).
- Odznaczona Krzyżem Kawalerskim Orderu Odrodzenia Polski (2002)[4].
- Nagroda Rektora Uniwersytetu Szczecińskiego II st., zespołowa za osiągnięcia naukowe (2002).
- Nagroda Rektora Uniwersytetu Szczecińskiego III st., zespołowa za osiągnięcia naukowo–dydaktyczne (2003).
- Nagroda Rektora Uniwersytetu Szczecińskiego III st. za osiągnięcia naukowo–dydaktyczne (2005).
- Nagroda Rektora Uniwersytetu Szczecińskiego II st., zespołowa za osiągnięcia naukowe (2006).
- Nagroda Rektora Uniwersytetu Szczecińskiego za osiągnięcia organizacyjne (2014).
- Medal za zasługi dla Wydziału Agrobioinżynierii Uniwersytetu Przyrodniczego w Lublinie (2014).

## Dorobek naukowy
Na jej dorobek naukowy składa się ponad 150 prac oryginalnych, wiele książek, których była autorem
i współautorem oraz skryptów akademickich, m.in.: „Biologia komórki w zarysie”, „Podstawy
cytogenetyki roślin”, „Chromatyna. Molekularne mechanizmy epigenetyczne”.